# Zone Franche (métro de Doha)
Free Zone (en arabe : المنطقة الحرة) est une station sur la Ligne Rouge du Métro de Doha. Elle est ouverte en 2019.

## Histoire
La station est mise en service le 8 mai 2019.